# اشک‌های شادی
اشک‌های شادی (به انگلیسی: Happy Tears) یا اشک‌های شوق فیلمی محصول سال ۲۰۰۹ و به کارگردانی میچل لیکتنستاین است. در این فیلم بازیگرانی همچون پارکر پوزی، دمی مور، ریپ تورن، سباستین روشه، الن بارکین، کریستیان کامارگو، سوزان بلوممارت، سلیا وستون و کورنبرگ ریس ایفای نقش کرده‌اند.